# Billy Wright
Billy Wright, (7. srpnja 1960. – 27. prosinca 1997.), bio je britanski lojalist, član skupine Ulster Volunteer Force od 1975., a kasnije zapovjednik radikalne skupine Loyalist Volunteer Force.
Prema Royal Ulster Constabulary, Wright je bio umiješan u sektaška ubojstva do 20 irskih katolika, iako nikada nije osuđen ni za jedno od njih. Navodi se da je Wright, isto kao i njegov prethodnik, bio dupli agent specijalnog ogranka Royal Ulster Constabulary.
Wrighta je ubila republikanska paravojna skupina Irish National Liberation Army.